# Gracias (álbum de Malú)
Gracias es el primer disco recopilatorio de Malú y octavo en su discografía, editado en 2007 por Sony BMG y Pep's Records. También incluye el concierto que hizo Malú el 27 de septiembre del mismo año en el Pabellón de Vistalegre de Córdoba. El CD+DVD salió a la venta el día 27 de noviembre de 2007. 

## Antecedentes
Para conmemorar los primeros diez años dentro del mundo de la música de Malú, salió a la venta este recopilatorio donde se recogen los dieciséis temas más conocidos de la cantante hasta la fecha.
Se recuperaron además dos temas que aparecieron por primera vez en su discografía: «Contigo aprendí», extraído del disco México-Madrid: en directo y sin escalas del cantante mexicano Alejandro Fernández y «Pueblo blanco», proveniente del álbum Serrat, eres único 2, segundo volumen del homenaje que se rindió a Joan Manuel Serrat.

## Recepción
Gracias, que alcanzó una décima posición, llegó a permanecer 41 semanas entre los discos más vendidos de la lista oficial de Promusicae. Fue certificado disco de oro y vendió más de 40 000 copias.

## Lista de canciones

### CD
| N.º | Título                                      | Escritor(es)                                       | Duración |  |
| 1.  | «No voy a cambiar»                          | Airam Etxániz                                      | 3:42     |  |
| 2.  | «Si estoy loca»                             | David Santisteban · Gemma Gallardo · Pablo Pinilla | 3:36     |  |
| 3.  | «Te conozco desde siempre»                  | Gustavo Santander · Fernando Osorio                | 3:36     |  |
| 4.  | «Diles»                                     | David Santisteban · Marco Dettoni                  | 3:36     |  |
| 5.  | «Sabes bien»                                | Lucía Caramés                                      | 3:19     |  |
| 6.  | «Enamorada»                                 | David DeMaría · David Santisteban                  | 3:18     |  |
| 7.  | «Aprendiz»                                  | Alejandro Sanz                                     | 3:47     |  |
| 8.  | «Toda»                                      | Estéfano                                           | 3:24     |  |
| 9.  | «Me quedó grande tu amor»                   | Estéfano                                           | 4:31     |  |
| 10. | «Ven a pervertirme»                         | Teo Cardalda · Juan Mari Montes                    | 4:25     |  |
| 11. | «Sin ti todo anda mal»                      | Estéfano                                           | 4:18     |  |
| 12. | «Cambiarás»                                 | Sandro Giacobbe · Grasso                           | 4:13     |  |
| 13. | «Duele» (versión directo)                   | Carlos J. Molinarios · Antonio Raúl Fernández      | 4:19     |  |
| 14. | «Como una flor» (versión directo)           | Carlos Javier Molina · Antonio Raúl Fernández      | 6:16     |  |
| 15. | «Contigo aprendí» (con Alejandro Fernández) | Armando Manzanero                                  | 5:04     |  |
| 16. | «Pueblo blanco»                             | Joan Manuel Serrat                                 | 5:05     |  |
| 17. | «A tu vera» (versión directo)               | Solano · León                                      | 5:07     |  |
| 18. | «En otra parte»                             | José de Lucía                                      | 4:17     |  |

### DVD Concierto
| N.º | Título                                                               | Duración |  |
| 1.  | «Agua de mayo»                                                       |          |  |
| 2.  | «Te conozco desde siempre»                                           |          |  |
| 3.  | «Diles»                                                              |          |  |
| 4.  | «Enamorada»                                                          |          |  |
| 5.  | «Siempre tú»                                                         |          |  |
| 6.  | «Medley» (Sin ti todo anda mal y Duele)                              |          |  |
| 7.  | «Dame tu alma»                                                       |          |  |
| 8.  | «Desafío»                                                            |          |  |
| 9.  | «Me quedó grande tu amor»                                            |          |  |
| 10. | «Por una vez»                                                        |          |  |
| 11. | «Aulilí»                                                             |          |  |
| 12. | «En otra parte»                                                      |          |  |
| 13. | «Aprendiz»                                                           |          |  |
| 14. | «No voy a cambiar»                                                   |          |  |
| 15. | «Llanto lloro»                                                       |          |  |
| 16. | «Medley» (Malas tentaciones, Ven a pervertirme y No me extraña nada) |          |  |
| 17. | «Si estoy loca»                                                      |          |  |
| 18. | «Toda»                                                               |          |  |
| 19. | «Como una flor»                                                      |          |  |

## Créditos y personal
- Rubén Martín: fotografía
- Máximo Raso: diseño gráfico

Créditos adaptados desde las notas de Gracias (2007).

## Posicionamiento en listas

### Listas semanales
| Listas (2007)       | Mejor posición |
| ------------------- | -------------- |
| España (PROMUSICAE) | 10             |

## Certificaciones
| País (organismo certificador) | Certificación | Unidades certificadas |
| ----------------------------- | ------------- | --------------------- |
| España (PROMUSICAE)           | Oro           | 40 000                |

## Premios
| Año  | Nominación   | Categoría               | Resultado | Ref.  |
| ---- | ------------ | ----------------------- | --------- | ----- |
| 2007 | Premios Dial | Premio Cadena Dial 2007 | Ganadora  | [ 6 ] |